# 深溝格螺
深溝格螺（学名：Inella disjuncta）为左錐螺科格粒螺屬下的一个种。